# Scuola riminese

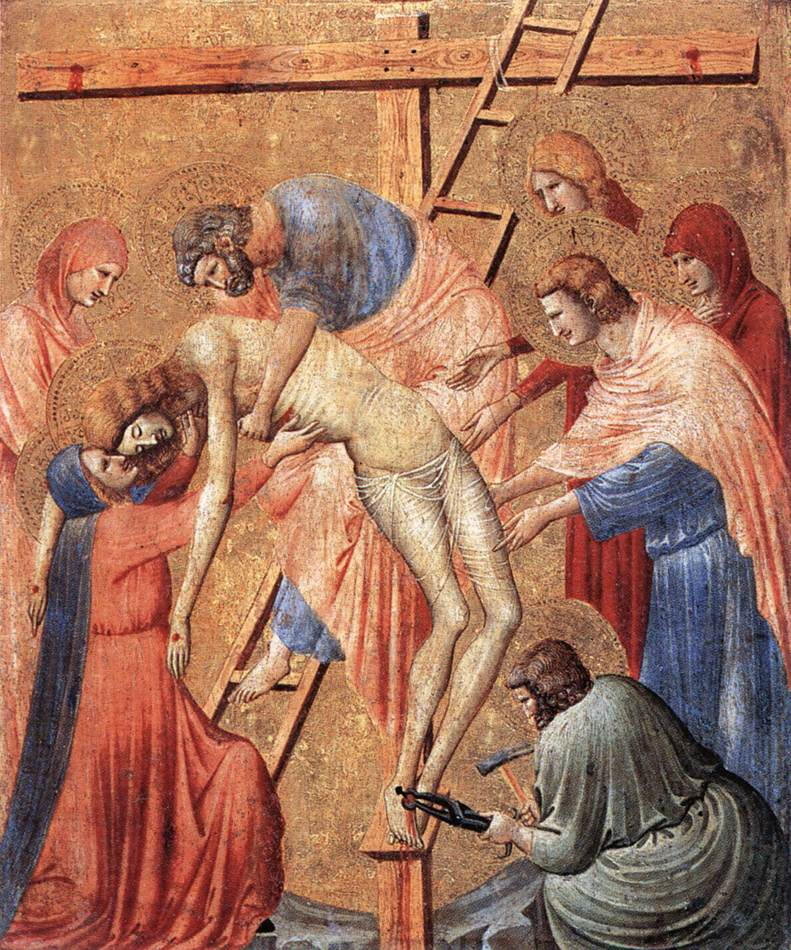
Pietro da Rimini, Deposizione, 1320-1325, 35x43 cm., Louvre, Parigi

La scuola riminese è una scuola pittorica giottesca che si originò a Rimini nella prima metà del Trecento.

## Giotto a Rimini
Giotto si fermò a Rimini verso il 1303, come tappa verso Padova, dove avrebbe dipinto la Cappella degli Scrovegni. Qui dipinse un ciclo di affreschi perduto nella chiesa di San Francesco di Rimini e un prezioso Crocifisso ancora esistente, che riprendeva lo schema del Crocifisso di Santa Maria Novella con una cromia più morbida.

## La scuola locale
Le novità introdotte da Giotto ebbero un'eco immediata sugli artisti romagnoli, come testimonia il Crocifisso datato 1309 di Giovanni da Rimini presso la chiesa di San Francesco di Mercatello sul Metauro, strettamente legato al modello di Giotto. Vasari stesso citò tra i migliori seguaci di Giotto in assoluto Ottaviano da Faenza e Guglielmo da Forlì, di scuola forlivese.
Pietro da Rimini accentuò la drammaticità dei suoi soggetti come dimostra la tavola della Deposizione del Louvre, databile 1320-1325. Il cosiddetto Maestro di San Pietro in Sylvis, forse lo stesso Pietro da Rimini, aggiornò verso il 1330 lo stile locale con un motivi derivati dalla statuaria gotico-francese, come si nota negli affreschi della Crocefissione e degli Apostoli nella chiesa di San Pietro in Sylvis a Bagnacavallo. 
Tra gli altri maestri si possono citare Neri da Rimini, Giuliano da Rimini, Giovanni da Rimini, il Maestro dell'Arengo, Giovanni Baronzio e il Maestro di Tolentino, che filtrarono la matrice giottesca con influenze locali e, soprattutto, bolognesi. Questa scuola produsse dei capolavori anche nel campo della miniatura.
Dopo il 1350 la scuola locale entrò in crisi e non produsse altre opere di rilievo.

## Galleria d'immagini

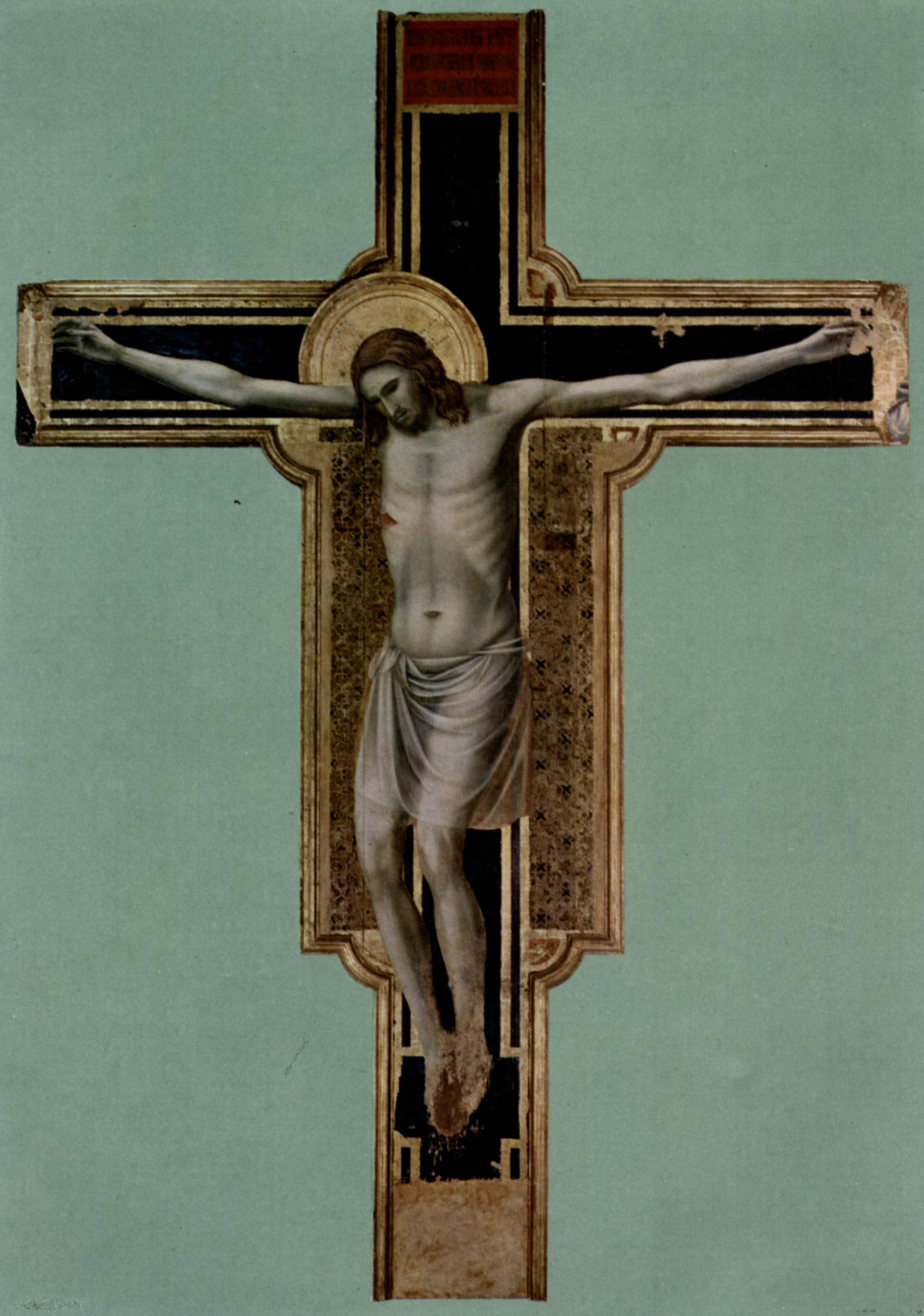
Il Crocifisso riminese di Giotto, 1303 circa, 303x407 cm, Rimini, chiesa di San Francesco
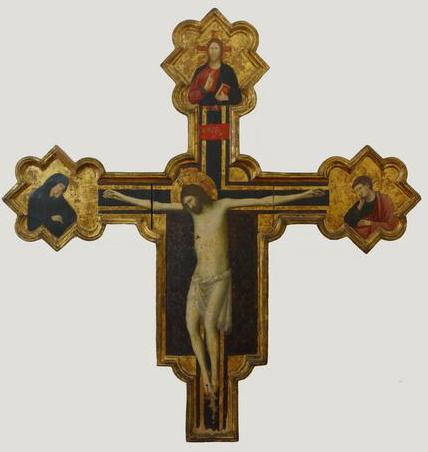
Crocifisso di Giovanni da Rimini, Rimini, Museo della città
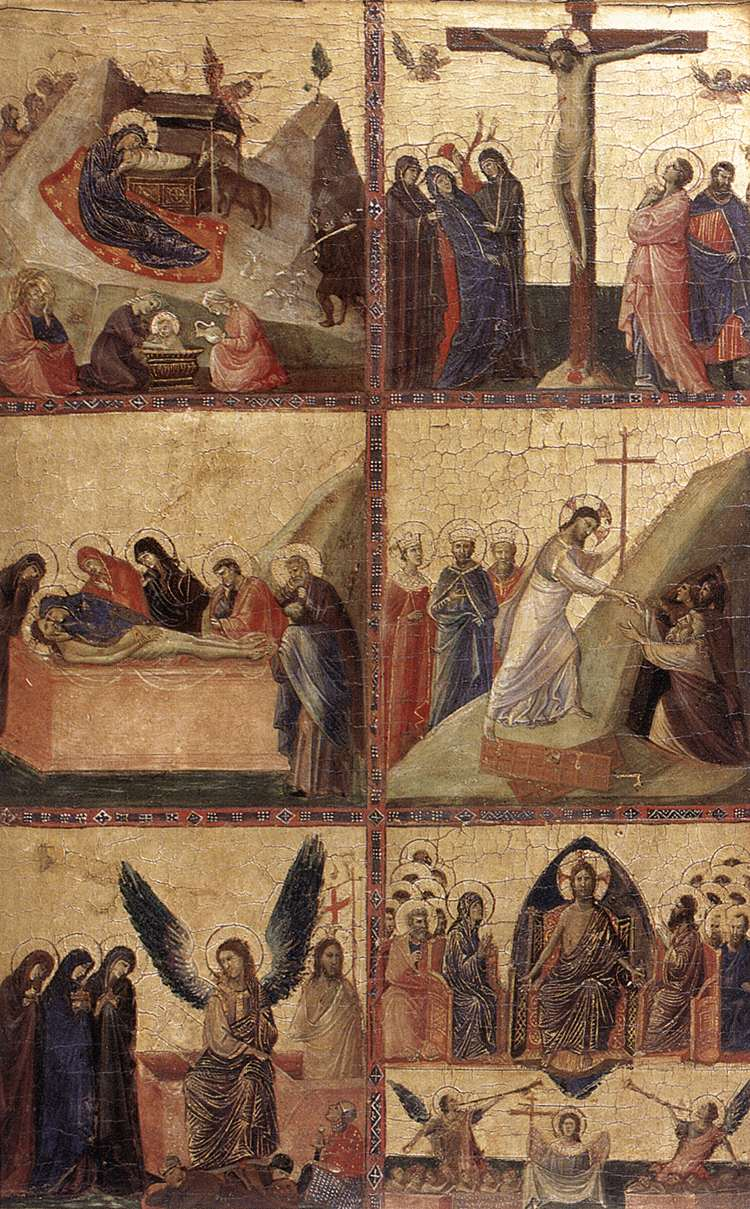
Storie della vita di Cristo, di Giovanni Baronzio, 1305 circa, Galleria Nazionale d'Arte Antica, Roma
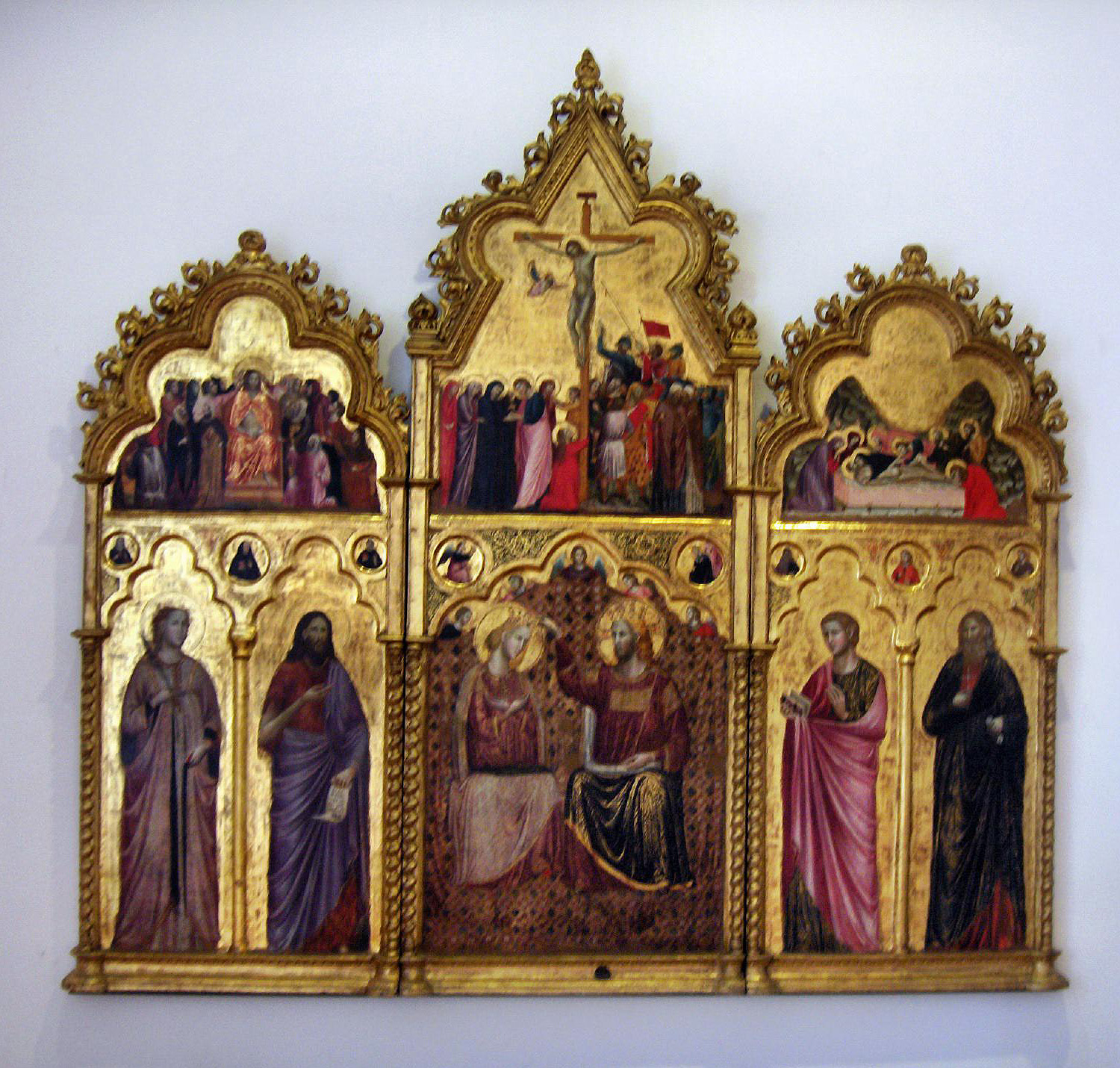
Polittico con Incoronazione della Vergine, santi e scene della Passione e morte di Cristo, di Giuliano da Rimini, Rimini, Museo Civico
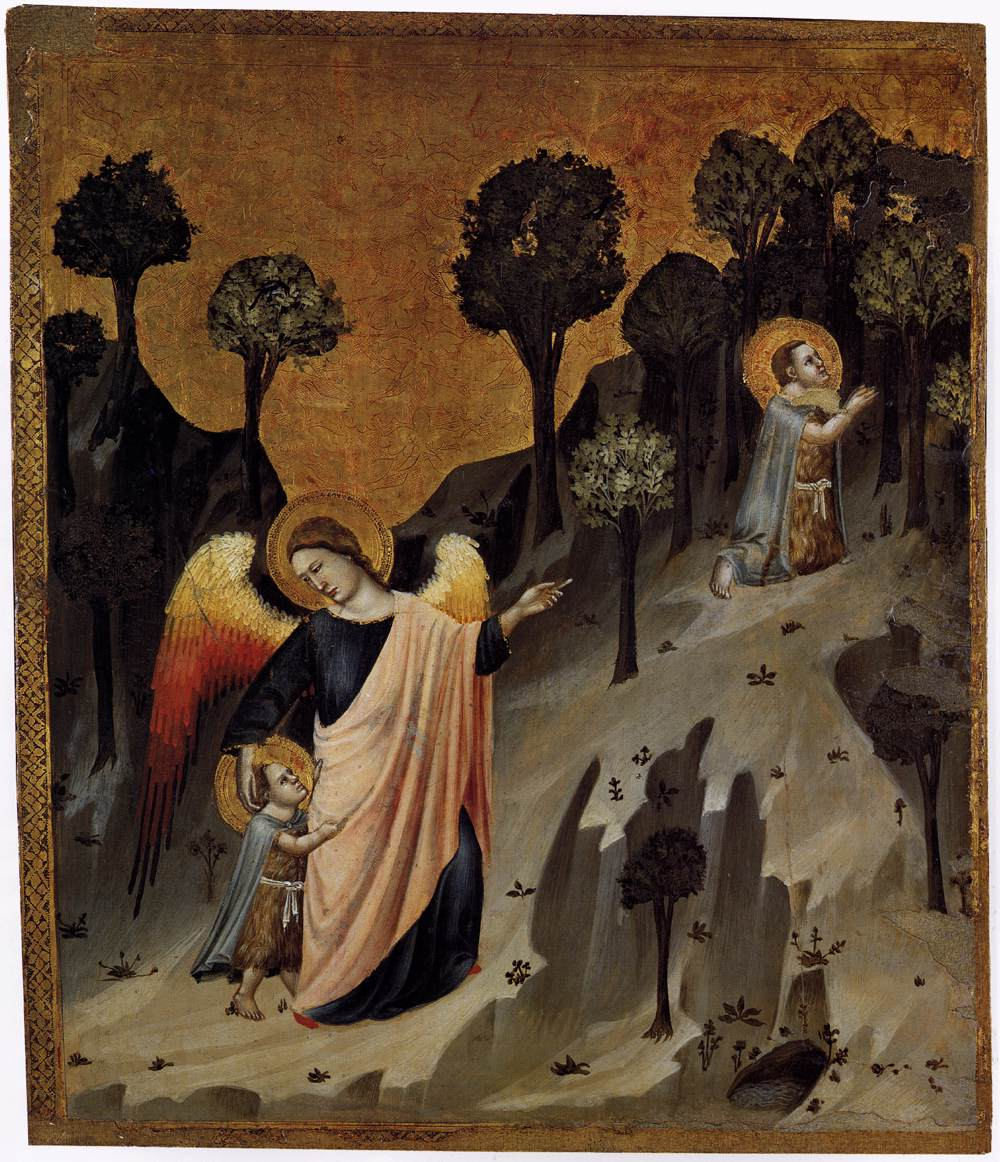
Scena della vita di san Giovanni Battista, l'incontro con l'angelo Uriele sul Monte della Penitenza, 1330-1340. Washington, National Gallery of Art
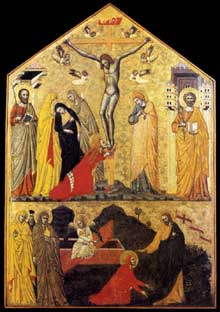
Crucifissione col Noli me Tangere, circa 1350, Roma, Pinacoteca Vaticana